# Drosophila soror
Drosophila soror är en tvåvingeart som beskrevs av Ignaz Rudolph Schiner 1868. Drosophila soror ingår i släktet Drosophila och familjen daggflugor.
Artens utbredningsområde är Colombia.